# La Chapelle-Saint-Laurian
La Chapelle-Saint-Laurian là một xã ở tỉnh Indre khu vực trung bộ Pháp. Xã này có diện tích 9,82 km², dân số thời điểm năm 1999 là 141 người. Khu vực này có độ cao trung bình 200 mét trên mực nước biển.